# Spergularia rubra
La arenaria roja (Spergularia rubra) es una especie de planta herbácea del género Spergularia de la familia Caryophyllaceae.

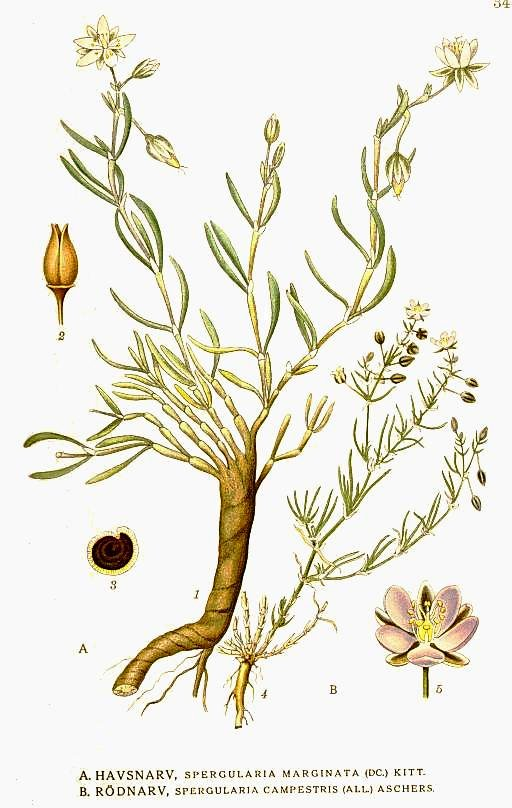
Ilustración

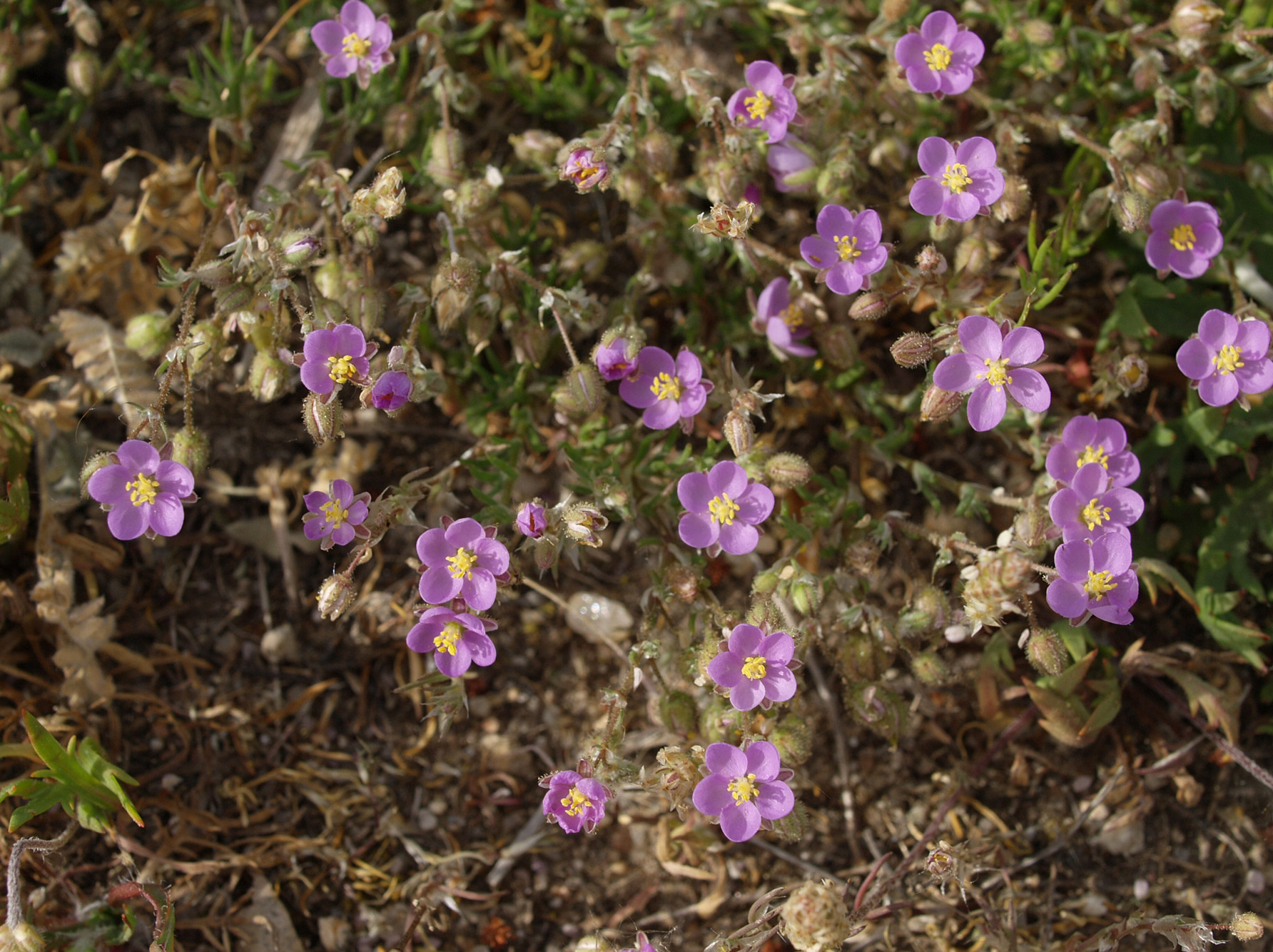
porte

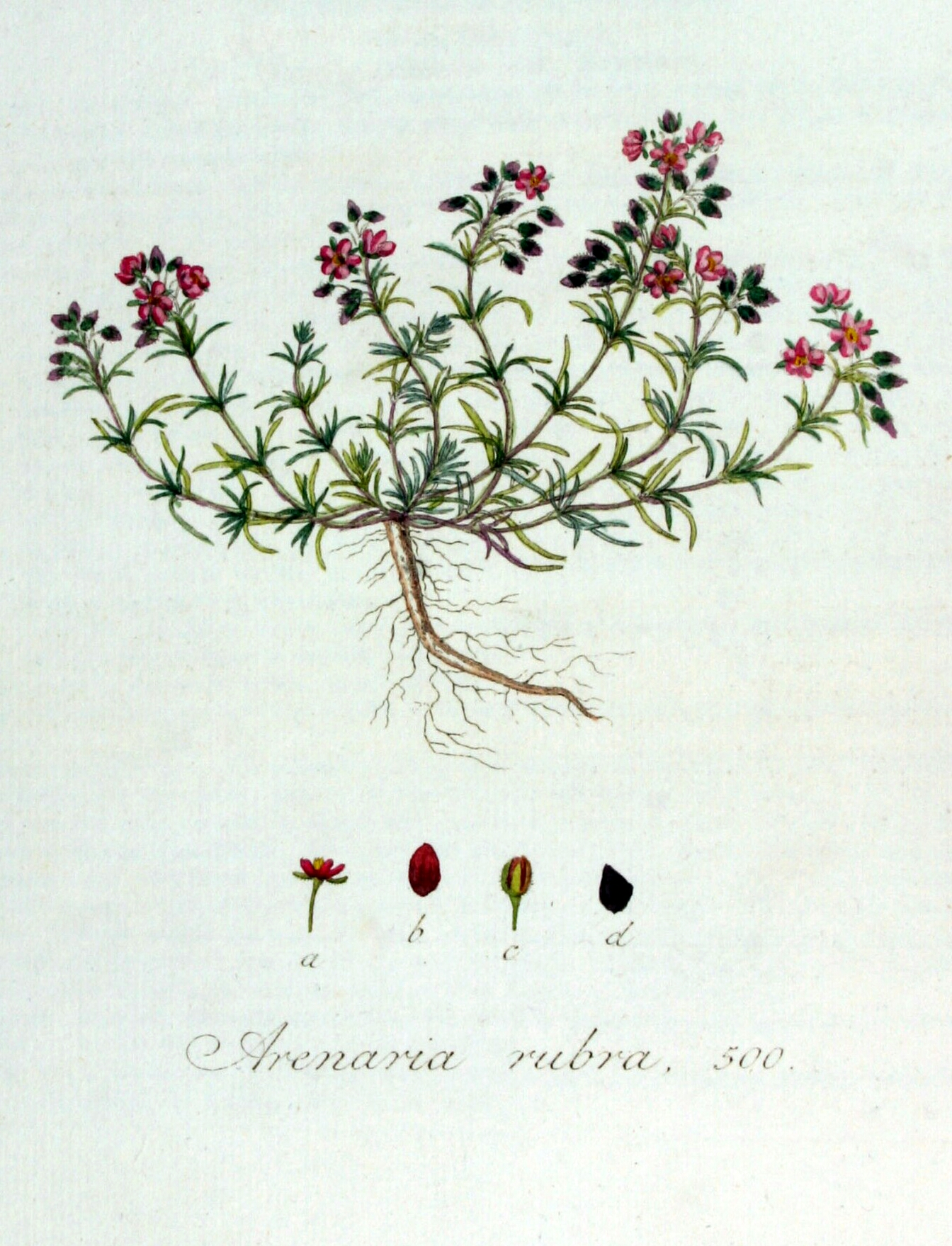
Ilustración en Flora Batava

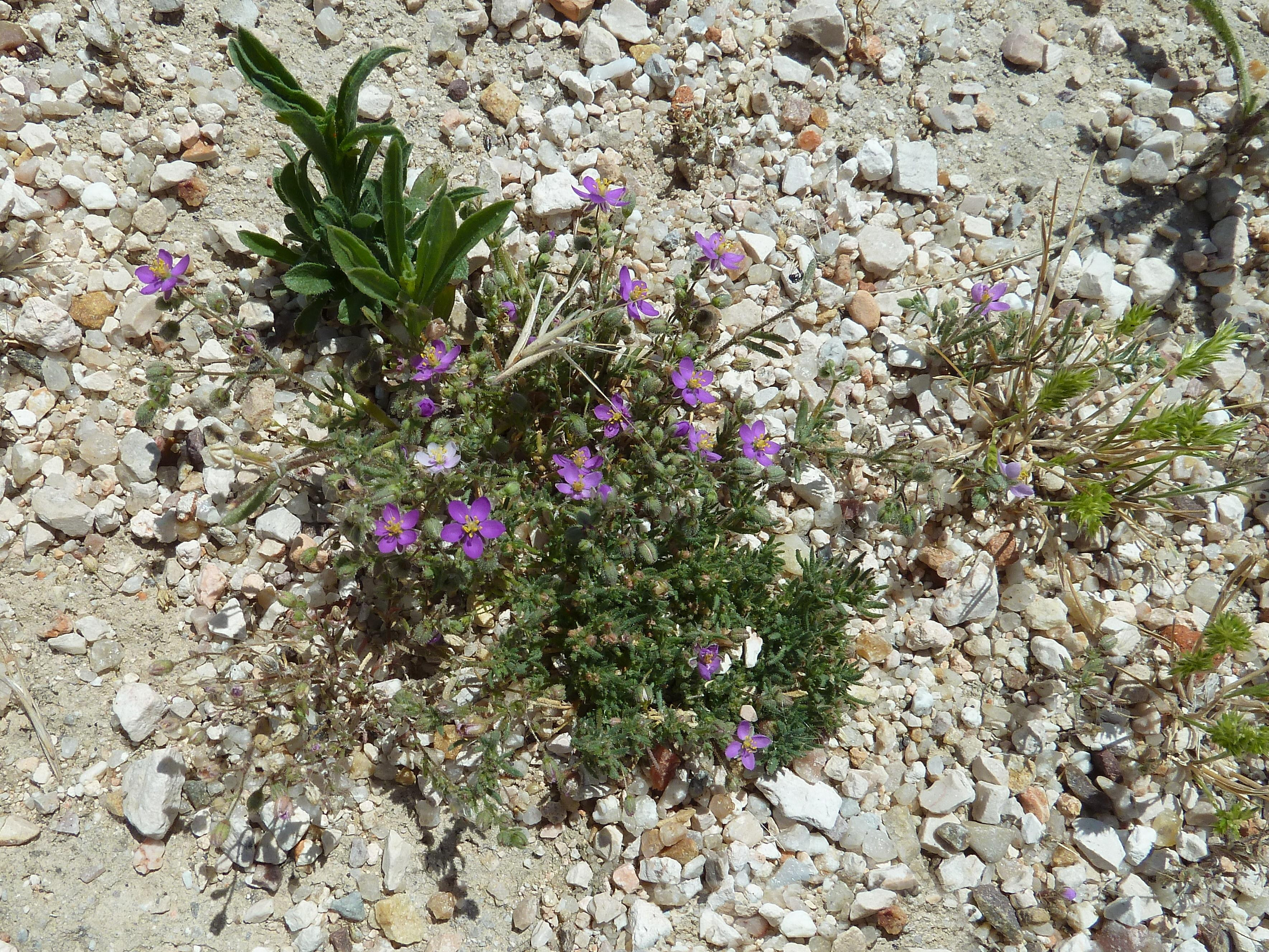
En su hábitat

## Hábitat
Nativa de Europa (Noruega), África del Norte, Asia y América del Norte. Crece preferentemente cerca de la costa y en terrenos arenosos y sin cultivar. Se puede encontrar en la cuenca del Mediterráneo y Europa central, y como especie invasora en otros países.

## Características
Planta herbácea procumbente/decumbante caduca o bienal que alcanza hasta 25 cm de altura. Tiene hojas estipuladas lineales, planas y pequeñas de 0,5/2,5cm de longitud y de anchura milimétrica. Sus flores son pequeñas y de color blanco o rosado uniforme que se agrupan en panículas o cimas. Los pétalos son más cortos o subiguales a los sépalos que son glanduloso-pubescentes  El fruto es una cápsula medio-centimétrica que contiene semillas apteras de color marrón oscuro, finamente tuberculadas/granulosas y que no sobrepasan un tamaño medio-milimétrico. Florece en el verano.

## Propiedades
- Se utiliza como diurético.[2]
- Depurativo para casos de reumatismo.
- Recomendado para problemas vesicales, cistitis y disuria.

## Taxonomía
Spergularia rubra fue descrito primero por Carolus Linnaeus como Arenaria rubra y publicado en Species Plantarum, vol. 1, p. 423, 1753 y posteriormente traslado al género Spergularia, de nueva creación, por Jan Svatopluk Presl Y Karel Presl y publicado en Flora Čechica, p. 94–95, 1819.
Citología
Número de cromosomas:  2n=36
Etimología
- Spergularia:nombre genérico que deriva del  Latín spargo = "dispersión, repartición", aludiendo a la diseminación de las semillas.[5]
- rubra: epíteto latíno que significa "de color rojo"[6]

Sinonimia
- Spergularia pinguis   Rouy & Foucaud,   1896
- Spergularia rubra subsp. campestris Rouy & Foucaud, 1896
- Spergularia rubra var. stipularis Boiss., 1867
- Spergularia rubra var. pinguis Fenzl in Ledeb., 1843
- Spergularia rubra var. longipes Lange in Willk. & Lange, 1874
- Spergularia rubra var. campestris (L.) Fenzl in Ledeb., 1843
- Spergularia rubra subsp. radicans (J.Presl & C.Presl) Nyman, 1878
- Spergularia rubra subsp. campestris (L.) Celak., 1881
- Spergularia radicans J.Presl & C.Presl, 1822
- Spergularia campestris var. radicans (C.Presl) Gürke in K.Richt., 1899
- Spergularia campestris var. pinguis (Fenzl) P.Fourn., 1936
- Spergularia campestris var. longipes (Lange) P.Fourn., 1936
- Spergularia campestris var. alpina (Boiss.) Gürke in K.Richt., 1899
- Spergularia campestris (L.) Asch., 1859
- Spergularia alpina (Boiss.) Willk. 1851,
- Spergula rubra subsp. radicans (J.Presl & C.Presl) O.Schwarz, 1949
- Spergula rubra subsp. campestris (L.) Maire in Jahand. & Maire, 1932
- Spergula canina subsp. sperguloides (Lehm.) Ahlfv. in Neuman, 1901
- Lepigonum sperguloides Fisch. & C.A.Mey., 1835
- Lepigonum radicans Kindb., 1856
- Arenaria rubra var. campestris L., 1753
- Arenaria campestris (L.) All., 1785
- Tissa rubra (L.) Britton, 1889
- Stipularia rubra (L.) Haw., 1812
- Spergula rubra (L.) D.Dietr., 1840
- Melargyra rubra (L.) Raf., 1837
- Lepigonum rubrum (L.) Wahlb., 1820
- Fasciculus ruber (L.) Dulac, 1867
- Buda rubra (L.) Dumort., 1829
- Arenaria rubra L., 1753 - Basiónimo
- Arenaria membranacea Gaterau, 1789
- Alsine rubra (L.) Crantz, 1766
- Alsine alpina Willk., 1847
- Spergularia longipes
- Corion radicans sensu Merino p.p.
- Corion longipes sensu Merino[7][8]

## Denominación popular
- Castellano: arenaria roja, esparcilla encarnada, espergularia, hierba bermeja, hierba de la golondrina, planta de la diarrea, rabaniza de los soseros, rompepiedra, rompepiedras, salvaillo, vermella.[9]